# Ácido poliláctico

La unidad estructural del polímero PLA.

El ácido poliláctico o poliácido láctico (PLA) es un polímero o bioplástico constituido por elementos similares al ácido láctico, con propiedades semejantes a las del tereftalato de polietileno (PET) que se utiliza para hacer envases, pero que además puede ser biodegradable bajo ciertas condiciones a temperaturas del orden de 60 °C. Se puede degradar en agua y óxido de carbono. Los PLAs se producen mediante polimerización por apertura de los anillos de lactidas.
Es un termoplástico cuyos materiales de base se obtienen a partir de almidón de maíz o de yuca o mandioca, o de caña de azúcar.
Este material plástico, se está utilizando ampliamente en sectores como la alimentación, packaging - embalajes u otros, para a través de moldes de inyección, obtener miles o millones de piezas iguales que permitan obtener dichas piezas a unos costes muy ajustados en todos los aspectos, pero el principal, el medioambiental, por ser biodegradable tras su utilización. 
Los moldes de inyección concentran una gran capacidad de producción óptima para altas necesidades de piezas iguales, siendo una tecnología mucho más recomendable que la impresión 3D debido a que los costes finales son más bajos.
Se utiliza en la impresión 3D en el proceso denominado modelado por deposición fundida (FDM). 
El nombre "ácido poliláctico" no cumple con los criterios para la nomenclatura estándar de la IUPAC, y es por tanto potencialmente ambiguo y confuso, ya que el PLA no es un poliácido (polielectrolito), sino más bien un poliéster.